# Chúa tể bóng tối
Chúa tể bóng tối (Nhật: 陰の実力者になりたくて! Hepburn: Kage no Jitsuryokusha ni Naritakute!) là một bộ light novel Nhật Bản do Daisuke Aizawa sáng tác và Tōzai minh họa. Tác phẩm được đăng tải lần đầu dưới dạng tiểu thuyết mạng trên website Shōsetsuka ni Narō từ tháng 5 năm 2018. Đến tháng 11 năm 2018, bộ truyện được Enterbrain mua bản quyền và phát hành dưới dạng sách in.
Một bản chuyển thể manga do Sakano Anri phụ trách phần minh họa đã được đăng nhiều kỳ trên tạp chí Comp Ace dành cho đối tượng seinen manga của Kadokawa Shoten kể từ tháng 12 năm 2018. Ngoài ra, một manga ngoại truyện do Seta U vẽ, với tựa đề Kage no Jitsuryokusha ni Naritakute! Shadow Gaiden (陰の実力者になりたくて！しゃどーがいでん;), cũng được đăng trên Comp Ace từ tháng 7 năm 2019 đến tháng 9 năm 2023. Cả bản light novel lẫn manga đều đã được Yen Press mua bản quyền và phát hành tại Bắc Mỹ. Tại thị trường Việt Nam bộ truyện cũng đã được Nhà xuất bản Kim Đồng mua bản quyền và xuất bản từ tháng 8 năm 2023. Bộ truyện còn được chuyển thể thành anime truyền hình do studio Nexus sản xuất, phát sóng từ tháng 10 năm 2022 đến tháng 2 năm 2023. Mùa hai tiếp tục được phát sóng từ tháng 10 đến tháng 12 năm 2023. Ngay sau khi mùa thứ hai kết thúc, một bộ phim điện ảnh với tựa đề The Eminence in Shadow: Lost Echoes đã được công bố.

## Cốt truyện
Tại Nhật Bản hiện đại, một cậu bé tên Kageno Minoru luôn nuôi mộng trở thành một "chúa tể bóng tối", kẻ thao túng mọi thứ từ sau hậu trường. Trong lúc bí mật luyện tập để đạt được lý tưởng đó, một tai nạn bất ngờ xảy ra, cậu bị xe tải tông và mất mạng. Tuy nhiên, cậu không chết hẳn mà tái sinh trong một thế giới kỳ ảo dưới cái tên mới Cid Kagenou. Tại thế giới mới này, cậu quyết định sống như một người bình thường, cố tình giữ hình ảnh mờ nhạt để tránh sự chú ý, đồng thời âm thầm thực hiện giấc mộng điều khiển thế giới từ trong bóng tối.
Khi đang sống cuộc đời mới, cậu tình cờ gặp một cô gái tộc elf đang đau đớn vì một căn bệnh lạ. Dựa trên kiến thức mà mình tích lũy được, cậu đã thành công chữa trị cho cô. Thấy đây là một cơ hội tuyệt vời, cậu bịa ra một câu chuyện rằng thế giới này đang bị thao túng bởi một tổ chức tà ác mang tên Cult of Diablos. Dưới danh nghĩa Shadow, thủ lĩnh tổ chức ngầm Shadow Garden, cậu khẳng định với cô gái ấy giờ được đặt tên là Alpha rằng họ sở hữu sức mạnh để đánh bại giáo phái này và mang lại hòa bình cho thế giới.
Với mục tiêu mới đầy cao cả, Alpha trở thành một thành viên nhiệt huyết của Shadow Garden. Cô bắt đầu đóng vai trò người tuyển mộ và hỗ trợ cậu mở rộng tổ chức. Nhưng cô không hề hay biết rằng toàn bộ câu chuyện về cuộc chiến chống lại Cult of Diablos chỉ là... trí tưởng tượng của cậu. Thế nhưng, điều trớ trêu là câu chuyện mà cậu bịa ra hóa ra lại trùng khớp hoàn toàn với thực tế, và giờ đây cậu dưới danh tính Shadow đang bị cuốn vào một cuộc chiến mà cậu chưa từng nghĩ là có thật.
Dưới vỏ bọc của Shadow, cậu dần bị kéo sâu hơn vào mạng lưới âm mưu chính trị và những cuộc xung đột ma thuật phức tạp, chống lại đúng những thế lực mà cậu từng nghĩ chỉ tồn tại trong trí tưởng tượng. Lằn ranh giữa hư cấu và thực tại dần trở nên mờ nhạt, và cậu từ một người chỉ muốn trở thành "chúa tể bóng tối" giờ đây phải thực sự đứng ra lãnh đạo Shadow Garden trong trận chiến chống lại mối đe dọa thật sự từ Cult of Diablos.

## Phương tiện truyền thông

### Light novel
Bộ truyện được viết bởi Aizawa Daisuke và minh họa bởi Tōzai. Tác phẩm được đăng tải lần đầu dưới dạng tiểu thuyết mạng trên website Shōsetsuka ni Narō từ tháng 5 năm 2018. Đến tháng 11 năm 2018, bộ truyện được Enterbrain mua bản quyền và phát hành chính thức. Tính đến nay, nhà xuất bản này đã phát hành sáu tập. Tại thị trường Bắc Mỹ, Yen Press đã mua bản quyền và xuất bản bộ truyện bằng tiếng Anh.
| - Prologue: "Preparing the Perfect Stage!" - Chapter 1: "Starting the Shadowbroker Tutorial!" - Chapter 2: "Assuming the Role of a Side Character at School!" - Chapter 3: "My Official Beginning as a Mastermind in Action!" - Chapter 4: "The Two Sides of the Shadow Garden?!" | - Chapter 5: "Mastering the Peaceful Life of a Nobody!" - Chapter 6: "The Scene Where Terrorists Take Over the School" - Final Chapter: "My Idea of the Ultimate Shadow Commander!" - "The Chronicles of Master Shadow Complete Version: Volume 1" |

| - Prologue: "To Lindwurm, the Sacred Land!" - Chapter 1: "Fun Times at the Goddess's Trial!" - Chapter 2: "Investigating the Sanctuary!" - Chapter 3: "When Things Get Boring, It's Time for Explosives!" - Chapter 4: "This Situation Calls for a "Who Is That Guy?!" - Chapter 5: "A Battle to Attract Only MVPs!" | - Chapter 6: "A Mastermind Always Plays Piano Under Moonlight!" - Chapter 7: "Showing Off a Smidgen of My Strength!" - Chapter 8: "Lay Your Eyes on My True Powers!" - Final Chapter: "Just Who Is This Mysterious Badass?!" - "The Chronicles of Master Shadow Complete Version: Volume 2" |

| - Prologue: "Heading to the Lawless City over Fall Break!" - Chapter 1: "Lawless City Bandit Hunting!" - Chapter 2: "Storming the Crimson Tower!" - Chapter 3: "Pursuing the Blood Queen!" - Auxiliary Chapter: "Field Notes on a Little Brother — by Young Claire!" | - Chapter 4: "I'll Destroy It All and Start from Scratch!" - Chapter 5: "Printing Fake Money as Mitsugoshi Throws Down with the Major Corporate Alliance!" - Chapter 6: "Circulating Counterfeit Cash!" - Epilogue: "The One to Destroy It All and Start from Scratch — with Fake Bills!" - "The Chronicles of Master Shadow Complete Version: Volume 3" |

| - Prologue: "It's Time for a War in the Oriana Kingdom!" - Chapter 1: "Putting the Kibosh on Rose Oriana's Wedding!" - Chapter 2: "Begin Operation: "Obstruction!" - Chapter 3: "Crashing the Ceremony!" - Auxiliary Chapter: "Rise of the Fancy Hoodlum Slayer!" | - Chapter 4: "Lurking in the Darkness in Fantastical Japan!" - Chapter 5: "Sneaking Around in Japan, Just Like the Old Days!!" - Chapter 6: "Something Smells Fishy… But an Eminence in Shadow Always Cracks the Case!" - Epilogue: "Behold, a Full-Fledged Eminence in Shadow!" - "The Chronicles of Master Shadow Complete Version: Volume 4" |

| - Prologue: "The Case of the Missing Students and the Not-So-Peaceful Academy!" - Chapter 1: "Claire’s Back, and Her Symptoms Are Worse Than Ever!" - Chapter 2: "Morning Comes, and There’s an Impaler on the Loose!!" - Chapter 3: "The Case Is Closed, So It’s Time for a Flashback!" | - Chapter 4: "Peace in Our Time!" - Chapter 5: "Terrorists Attack the School…Again!!" - Epilogue: "I’d Let the Whole World Burn, If That’s What It Took!" - "The Chronicles of Master Shadow Complete Version: Volume 5" |

| - Prologue: "There Are People Ruling the Midgar Kingdom from the Shadows? I'm So Jealous!" - Chapter 1: "Enter Jack the Ripper!" - Chapter 2: "Assassins at the Sleepover!" - Chapter 3: "Deciphering the Calling Card!" - Chapter 4: "The Monster Becomes a Legend!" | - Auxiliary Chapter: "Following in the Monster's Footsteps!" - Side Story: "The Grassland Vow" - Chapter 5: "Welcome to the Shadow Garden!" - Epilogue: "That Nostalgic Smell" |

### Manga
Một bản chuyển thể manga do Sakano Anri minh họa được đăng tải trên tạp chí Comp Ace dành cho đối tượng seinen manga của Kadokawa Shoten vào ngày 26 tháng 12 năm 2018. Bộ truyện đã được tổng hợp thành 16 tập tankōbon. Yen Press cũng đã mua bản quyền phát hành bản manga này bằng tiếng Anh.
| #  | Phát hành tiếng Nhật | Phát hành tiếng Nhật | Phát hành tiếng Việt | Phát hành tiếng Việt |
| #  | Ngày phát hành       | ISBN                 | Ngày phát hành       | ISBN                 |
| -- | -------------------- | -------------------- | -------------------- | -------------------- |
| 1  | 25 tháng 7 năm 2019  | 978-4-04-108471-7    | 26 tháng 5 năm 2024  | 978-604-2-34044-1    |
| 2  | 24 tháng 9 năm 2019  | 978-4-04-108683-4    | 24 tháng 5 năm 2024  | 978-604-2-34055-7    |
| 3  | 25 tháng 6 năm 2020  | 978-4-04-109326-9    | 28 tháng 6 năm 2024  | 978-604-2-34057-1    |
| 4  | 25 tháng 8 năm 2020  | 978-4-04-109332-0    | 26 tháng 7 năm 2024  | 978-604-2-38084-3    |
| 5  | 26 tháng 2 năm 2021  | 978-4-04-111002-7    | 30 tháng 8 năm 2024  | 978-604-2-38085-0    |
| 6  | 25 tháng 6 năm 2021  | 978-4-04-111564-0    | 27 tháng 9 năm 2024  | 978-604-2-38086-7    |
| 7  | 26 tháng 3 năm 2022  | 978-4-04-111565-7    | 25 tháng 10 năm 2024 | 978-604-2-38382-0    |
| 8  | 26 tháng 9 năm 2022  | 978-4-04-112936-4    | 27 tháng 12 năm 2024 | 978-604-2-38390-5    |
| 9  | 25 tháng 10 năm 2022 | 978-4-04-112937-1    | 28 tháng 2 năm 2025  | 978-604-2-24239-4    |
| 10 | 25 tháng 11 năm 2022 | 978-4-04-112938-8    | 28 tháng 3 năm 2025  | 978-604-2-24240-0    |
| 11 | 26 tháng 5 năm 2023  | 978-4-04-113684-3    | 18 tháng 7 năm 2025  | 978-604-2-25197-6    |
| 12 | 26 tháng 10 năm 2023 | 978-4-04-113685-0    | —                    | —                    |
| 13 | 24 tháng 5 năm 2024  | 978-4-04-114968-3    | —                    | —                    |
| 14 | 25 tháng 11 năm 2024 | 978-4-04-115574-5    | —                    | —                    |
| 15 | 26 tháng 2 năm 2025  | 978-4-04-115857-9    | —                    | —                    |
| 16 | 25 tháng 7 năm 2025  | 978-4-04-116209-5    | —                    | —                    |

Một bộ manga ngoại truyện do Seta U thực hiện, có tựa đề Kage no Jitsuryokusha ni Naritakute! Shadow Gaiden (陰の実力者になりたくて！ しゃどーがいでん "The Eminence in Shadow! Shadow Side Story"), cũng đã được đăng tải trên tạp chí Comp Ace từ ngày 26 tháng 7 năm 2019 đến ngày 26 tháng 9 năm 2023. Bộ truyện được tổng hợp thành 6 tập tankōbon.
| # | Ngày phát hành tiếng Nhật | ISBN tiếng Nhật   |
| - | ------------------------- | ----------------- |
| 1 | 25 tháng 6 năm 2020       | 978-4-04-109327-6 |
| 2 | 26 tháng 2 năm 2021       | 978-4-04-109333-7 |
| 3 | 26 tháng 3 năm 2022       | 978-4-04-112378-2 |
| 4 | 25 tháng 10 năm 2022      | 978-4-04-113040-7 |
| 5 | 26 tháng 5 năm 2023       | 978-4-04-113688-1 |
| 6 | 26 tháng 10 năm 2023      | 978-4-04-113689-8 |

### Anime
Một bản chuyển thể anime truyền hình của Chúa tể bóng tối đã được công bố trong tập 4 của light novel vào ngày 26 tháng 2 năm 2021. Bộ anime do studio Nexus sản xuất, Nakanishi Kazuya làm đạo diễn, với phần kịch bản được viết bởi Katou Kanichi. Katou Makoto phụ trách thiết kế nhân vật, phần âm nhạc được sáng tác bởi Suehiro Kenichiro. Anime chính thức phát sóng từ ngày 5 tháng 10 năm 2022 đến ngày 15 tháng 2 năm 2023 trên kênh AT-X và nhiều đài truyền hình khác. Ca khúc mở đầu là “Highest” do OxT trình bày, Ca khúc kết thúc là “Darling in the Night” được thể hiện bởi dàn diễn viên lồng tiếng chính bao gồm: Seto Asami, Minase Inori, Mimori Suzuko, Ai Fairouz, Kanemoto Hisako, Asai Ayaka, và Kondō Reina.
Mùa thứ hai được công bố trong một buổi livestream diễn ra vào ngày 22 tháng 2 năm 2023, với toàn bộ đội ngũ sản xuất chính từ phần trước tiếp tục đảm nhận. Mùa này gồm 12 tập và lên sóng từ ngày 4 tháng 10 đến ngày 20 tháng 12 năm 2023. Bài hát mở đầu là “Grayscale Dominator” do OxT thể hiện, bài hát kết thúc mang tên “Polaris in the Night”, được trình bày bởi Hasegawa Ikumi, Uchida Maaya, Minami Mayu và Maekawa Ryōko.
Vào ngày 13 tháng 6 năm 2025, đã có thông báo rằng các nhân vật trong The Eminence in Shadow sẽ góp mặt trong phần thứ ba của series crossover chibi Isekai Quartet, một anime quy tụ các nhân vật từ những thương hiệu isekai do Kadokawa Corporation phát hành.

#### Phim điện ảnh
Một bộ phim điện ảnh với tựa đề The Eminence in Shadow: Lost Echoes (劇場版 陰の実力者になりたくて！残響編 Kage no Jitsuryokusha ni Naritakute!: Zankyō-hen), chính thức được công bố vào tháng 12 năm 2023.

#### Phát hành tiếng Anh và phân phối quốc tế
Sentai Filmworks đã mua bản quyền phát hành Chúa tể bóng tối tại khu vực Bắc Mỹ, đồng thời phát sóng bộ anime này thông qua nền tảng Hidive.

### Video game
Một trò chơi nhập vai trên di động do Aiming phát triển, có tên The Eminence in Shadow: Master of Garden (陰の実力者になりたくて！マスターオブガーデン Kage no Jitsuryokusha ni Naritakute! Masutā obu Gāden), chính thức phát hành trên Android, iOS và Windows vào ngày 29 tháng 11 năm 2022. Crunchyroll Games cũng ra mắt phiên bản quốc tế của trò chơi trên Android và iOS. Phiên bản Windows toàn cầu được phát hành vào ngày 25 tháng 5 năm 2023, hỗ trợ chơi chéo và đồng bộ tiến trình giữa các nền tảng.

## Đón nhận
Tính đến tháng 10 năm 2022, bộ Chúa tể bóng tối đã đạt tổng cộng 2 triệu bản phát hành; đến tháng 12 năm 2022, con số này vượt mốc 3,5 triệu bản; đến tháng 2 năm 2023 là hơn 4 triệu bản; tháng 9 năm 2023 vượt 5 triệu bản; tháng 5 năm 2024 cán mốc hơn 6 triệu bản; và đến tháng 4 năm 2025, đã có hơn 6,5 triệu bản được phát hành trên toàn thế giới.
Về doanh số đĩa Blu-ray, tập đầu tiên đã bán được 2.327 bản trong tuần đầu tiên ra mắt; trong khi tập thứ hai đạt 2.499 bản bán ra ngay tuần đầu tiên phát hành.